# Дискография Бриджит Мендлер
Американская актриса и певица Бриджит Мендлер выпустила студентов школы дизайна, один мини-альбом, один альбом-саундтрек, четыре сингла, шесть промосинглов и двенадцать видеоклипов. Её первый саундтрек к фильму «Лимонадный рот» дебютировал на четвёртой строчке Billboard 200. Первый сингл «Somebody» попал на 89 строчку чарта Billboard Hot 100, продавшись тиражом более 6 000 копий в первую неделю. Второй сингл «Determinate» попал на 51 место Hot 100, а также побывал в чартах других стран. Сингл «Breakthrough» разместился на 88 позиции.
31 марта 2011 года было объявлено, что Мендлер заключила контракт со звукозаписывающим лейблом Hollywood Records и начала работу над дебютным альбомом. В 2012 году состоялся релиз пластинки «Hello, My Name Is…», которая расположилась на 30 строчке в Billboard 200 и продалась тиражом более 200 000 копий в Соединённых Штатах. Дебютный сингл «Ready Or Not» стал международным хитом, и получил золотую сертификацию в Норвегии, платиновый в Новой Зеландии, Канаде и США, а также попал на 49 строчку Hot 100. Второй сингл «Hurricane» получил золотую сертификацию в Соединённых Штатах, разойдясь тиражом более 500 000 копий.

## Альбомы

##### Студийные альбомы
| Hello My Name Is...                                                             | - Релиз: 22 октября 2012 - Формат: CD, Цифровая дистрибуция - Лейбл: Hollywood | 30 | 58 | 95 | 17 | 26 | 107 | - US: 200,000 |
| "—" означает, что альбом не попал в чарт или не был издан на данной территории. |                                                                                |    |    |    |    |    |     |               |

##### Мини-альбомы
| Название       | Информация об альбоме                                                    |
| -------------- | ------------------------------------------------------------------------ |
| Live in London | - Релиз: 18 марта 2013 - Формат: Цифровая дистрибуция - Лейбл: Universal |

##### Саундтреки
| Лимонадный рот                                                                  | - Релиз: 12 апреля 2011 - Формат: CD, Цифровая дистрибуция - Лейбл: Walt Disney | 4 | 71 | 38 | 25 | 79 | 26 | 38 | 173 | - US: 402,000 |
| "—" означает, что альбом не попал в чарт или не был издан на данной территории. |                                                                                 |   |    |    |    |    |    |    |     |               |

## Синглы

##### Собственные синглы
| Название                                                                            | Год  | Позиции в чартах | Позиции в чартах | Позиции в чартах | Позиции в чартах | Позиции в чартах | Позиции в чартах | Позиции в чартах | Позиции в чартах | Позиции в чартах | Позиции в чартах | Сертификации                                                                                      | Альбом              |
| Название                                                                            | Год  | US               | AUS              | AUT              | CAN              | DEN              | FRA              | IRL              | NZ               | SCO              | UK               | Сертификации                                                                                      | Альбом              |
| ----------------------------------------------------------------------------------- | ---- | ---------------- | ---------------- | ---------------- | ---------------- | ---------------- | ---------------- | ---------------- | ---------------- | ---------------- | ---------------- | ------------------------------------------------------------------------------------------------- | ------------------- |
| Somebody                                                                            | 2011 | 89               | —                | —                | —                | —                | —                | —                | —                | —                | —                |                                                                                                   | Лимонадный рот      |
| Determinate (совместно с Адамом Хиксом)                                             | 2011 | 51               | 91               | —                | 82               | —                | —                | —                | —                | —                | 111              |                                                                                                   | Лимонадный рот      |
| Ready or Not                                                                        | 2012 | 49               | 53               | 25               | 43               | 36               | 49               | 15               | 12               | 6                | 7                | - RIAA: Platinum - MC: Platinum - IFPI DEN: Platinum - RIANZ: Gold - IFPI NOR: Gold - BPI: Silver | Hello My Name Is... |
| Hurricane                                                                           | 2013 | —                | 82               | —                | 81               | —                | —                | 77               | —                | —                | 157              | - RIAA: Gold                                                                                      | Hello My Name Is... |
| "—" означает, что песня не попала в чарт или не была выпущена на данной территории. |      |                  |                  |                  |                  |                  |                  |                  |                  |                  |                  |                                                                                                   |                     |

##### Совместные синглы
| Название                                                                            | Год  | Позиции в чартах | Позиции в чартах | Альбом         |
| Название                                                                            | Год  | US               | UK               | Альбом         |
| ----------------------------------------------------------------------------------- | ---- | ---------------- | ---------------- | -------------- |
| Breakthrough (вместе с кастом Лимонадного рта)                                      | 2011 | 88               | 200              | Лимонадный рот |
| "—" означает, что песня не попала в чарт или не была выпущена на данной территории. |      |                  |                  |                |

##### Промосинглы
| Песня                   | Год  | Альбом              |
| ----------------------- | ---- | ------------------- |
| This Is My Paradise     | 2011 | н/д                 |
| We Can Change The World | 2011 | н/д                 |
| I'm Gonna Run To You    | 2011 | н/д                 |
| Summertime              | 2012 | н/д                 |
| Forgot to Laugh         | 2012 | Hello My Name Is... |
| Top of the World        | 2012 | Hello My Name Is... |

## Видеоклипы
| Название                    | Год  | Директор         | Заметки            |
| --------------------------- | ---- | ---------------- | ------------------ |
| How To Believe              | 2010 | н/д              |                    |
| This Is My Paradise         | 2010 | н/д              |                    |
| Somebody                    | 2011 | Брэндон Дикенсон |                    |
| We Can Change the World     | 2011 | Art Spigel       |                    |
| I'm Gonna Run to You        | 2011 | Арлин Сэнфорд    |                    |
| Summertime                  | 2012 | н/д              |                    |
| Rocketship                  | 2012 | н/д              | Клип Шейна Харпера |
| Ready or Not                | 2012 | Филипп Андельман |                    |
| I Was A Fool                | 2013 | Бриджит Мендлер  |                    |
| Hurricane                   | 2013 | Роберт Хейлс     |                    |
| Top of the World (акустика) | 2013 | Мэтт Вэтт        |                    |
| Undateable                  | 2015 | Скотт Филис      | С Брентом Марином  |